# Église Saint-Martin de La Tour
L'église Saint-Martin est une église catholique située en France sur la commune de La Tour, dans le département des Alpes-Maritimes en région Provence-Alpes-Côte d'Azur.
Elle fait l'objet d'un classement au titre des monuments historiques depuis le 25 mai 1943.

## Localisation
L'église est située dans le département français des Alpes-Maritimes, sur la commune de La Tour.

## Historique

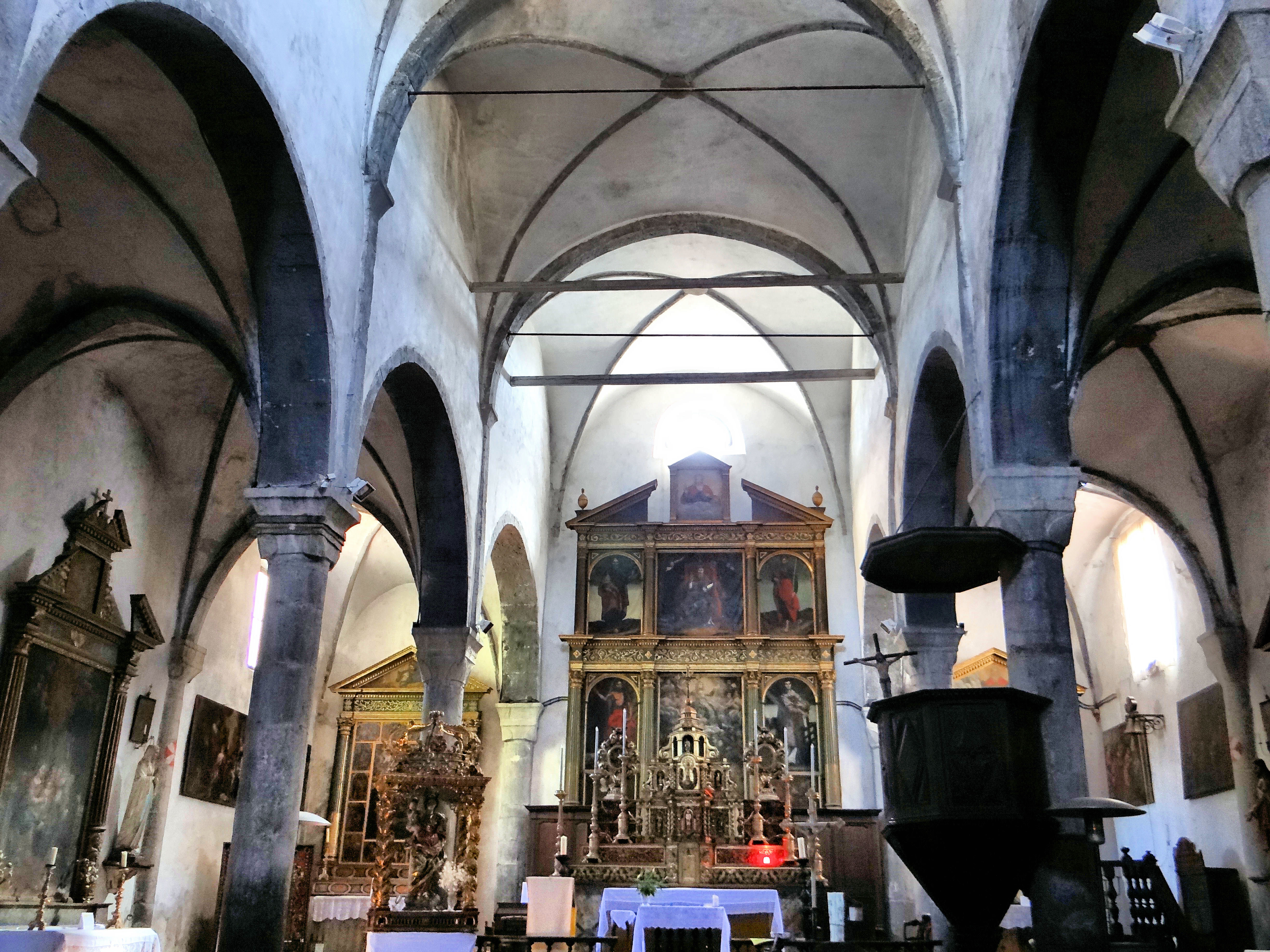
La nef et les bas-côtés.

Cette église ne semble pas avoir fait l'objet d'une étude particulière. Son style gothique a conduit certains historiens à la faire remonter au XIIIe siècle. Une église est citée en 1351, peut-être sur le site actuel.
Cependant, son architecture et son style la rattachent à des églises des villages des environs : l'église Saint-Véran d'Utelle dont la tradition dit qu'elles ont été construites par le même maître d'œuvre, église Saint-Michel-de-Gast de Roquebillière terminée en 1533. 
Son style permet de dater sa construction entre 1480 et 1530. Le clocher carré est de style roman lombard terminé par une pyramide quadrangulaire.

## Protection
L'édifice est classé au titre des monuments historiques en 1943.

## Architecture
Le plan de l'église est de type basilical : grand édifice rectangulaire se terminant par un chevet plat, divisé en trois nefs par des colonnades. L'église comprend cinq travées dont la dernière sert de chœur.
L'église est couverte par une voûte sur croisée d'ogives à fines nervures et clés plates. Les ogives et les arcs doubleaux en plein cintre de la nef centrale retombent sur des pilastres engagés minces. Les voûtes des bas-côtés moins larges sont du même type que la nef centrale. Ces pilastres s'appuient sur des colonnes à chapiteaux cubiques sobrement ornés de feuilles d'eau et de boutons à sculptures anthropomorphes. La présence d'une croix sur un des boutons pourrait indiquer qu'ils ont été exécutés par un atelier génois.

## Mobilier
L'église conserve des bénitiers du XIe siècle et XVIe siècle, un autel en bois doré du XVIIe siècle, un reliquaire en bois doré représentant un pélican du XVIIIe siècle.
L'église possède plusieurs retables :
- le retable de saint Martin de Tours ou de l'Assomption, placé derrière le maître-autel, sur le mur plat du chevet. Il montre saint Martin sur le panneau central haut, représenté en évêque faisant le don de la Vérité. Saint Martin est représenté entouré des apôtres, saint Pierre avec ses clés, à sa droite, et saint Jean avec l'épée de son sacrifice, à sa gauche. Au-dessous de saint Martin, la Vierge pendant son Assomption. À gauche, saint Jean-Baptiste et son martyre, à droite, saint Laurent et l'instrument de son martyre[3], classé comme objet en 1908.

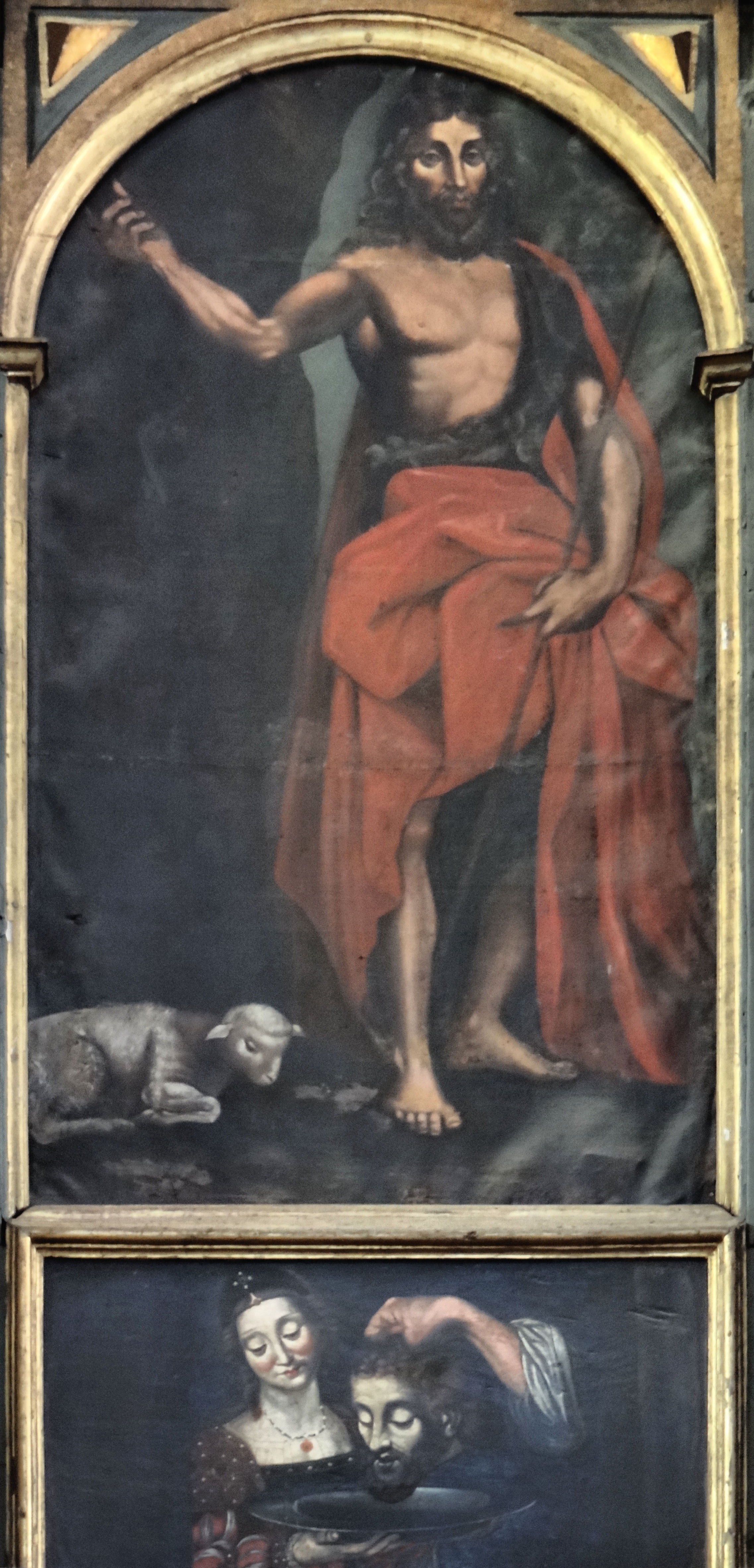
Saint Jean-Baptiste et son martyre.
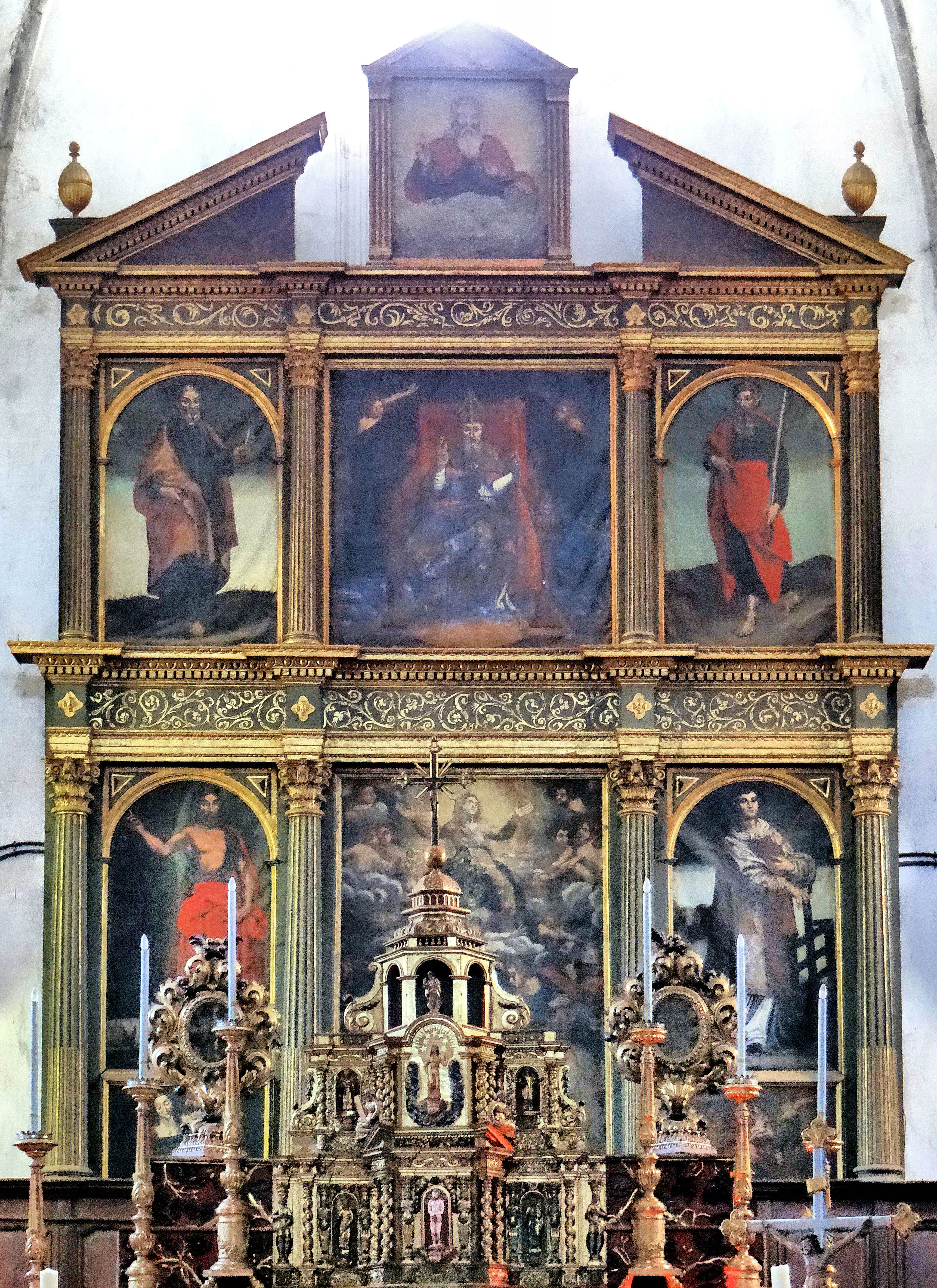
Retable de Saint-Martin.
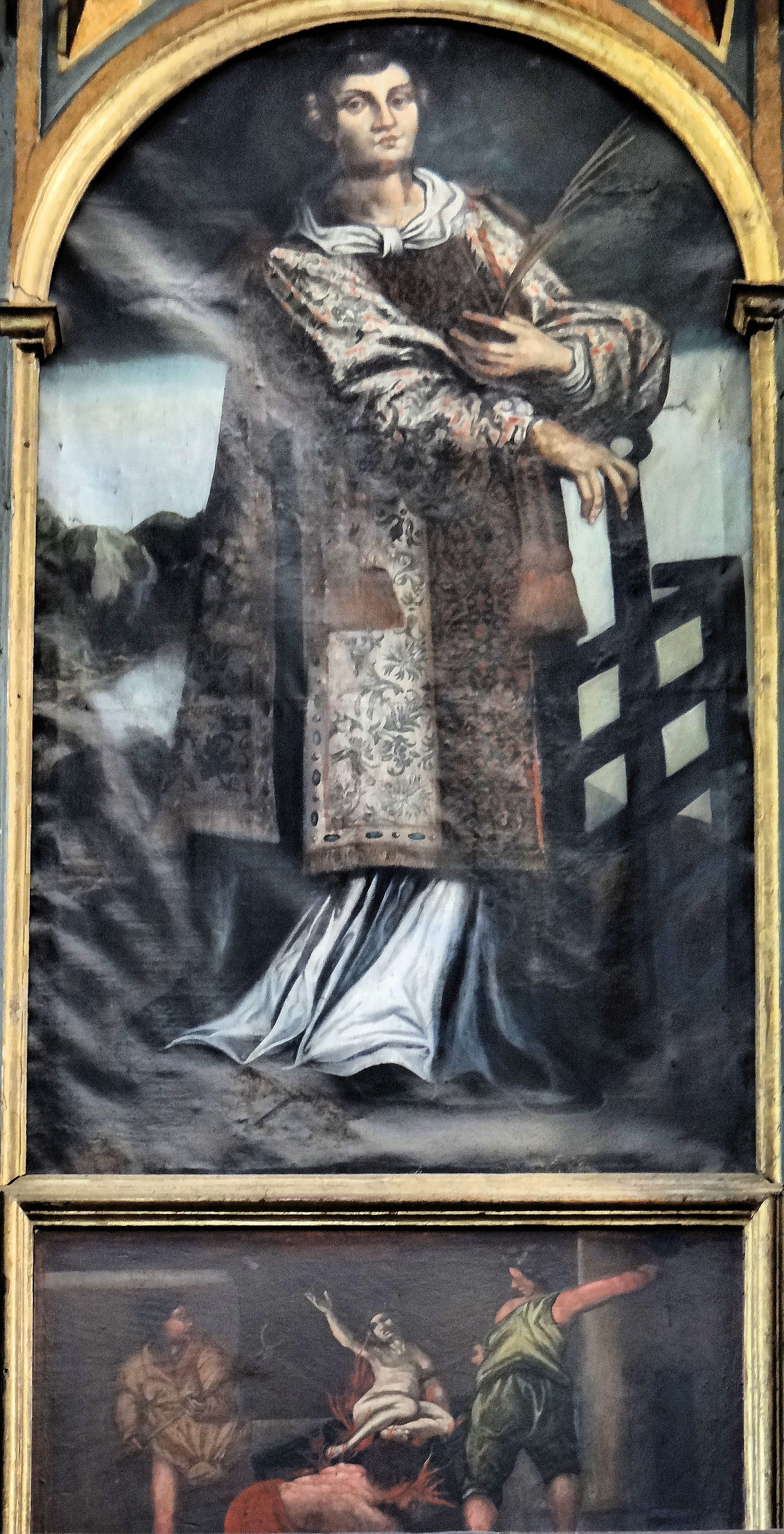
Saint Laurent et l'instrument de son martyre.

- Retable de l'Adoration des bergers : l'église possède une toile de Guillaume Planeta représentant l'Adoration des bergers daté de 1665. On ne connaît pas les éventuels liens familiaux pouvant lier ce peintre à Guillaume Planeta qui a réalisé les polyptyques de Saint-Sauveur-sur-Tinée, en 1583, et de Valdeblore, en 1584[4]. Ce peintre a réalisé le tableau du maître-autel de l'église Saint-Michel de Venanson en 1645.
- Retable de l'Adoration de l'Enfant Jésus par un franciscain peint par Barthélémy Puppo de Menton (1662).
- Retable du Rosaire[5], classé comme objet au titre des monuments historiques en 1989.
- Retable de la mort de saint Joseph.
- Retable de sainte Brigitte de Suède.
- Retable des Âmes du Purgatoire de Bartolome (1662) : en bas du tableau, les défunts sont retirés des flammes et amenés devant Dieu par les anges, au milieu, l'Église chargée de la sanctification des mortels représentée par deux prêtres, l'un avec de l'eau bénite qui purifie et vivifie, l'autre célèbre l'eucharistie en compagnie d'un enfant de chœur, au sommet, Jésus avec sa croix de Sauveur, entouré de Marie, Joseph et le pape Grégoire, priant à genoux pour les hommes.

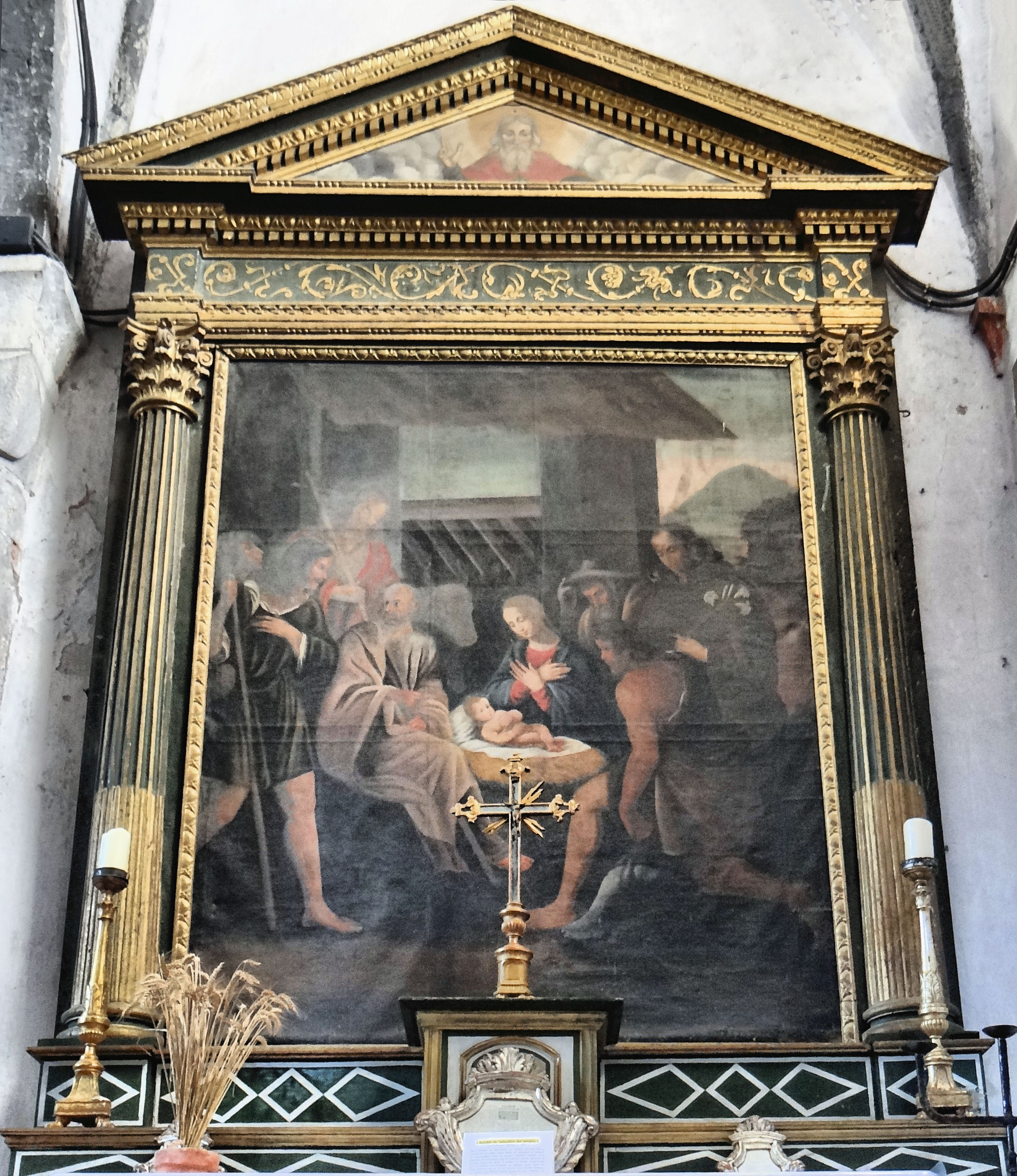
Retable de l'Adoration des berges de Guillaume Planeta (1655).
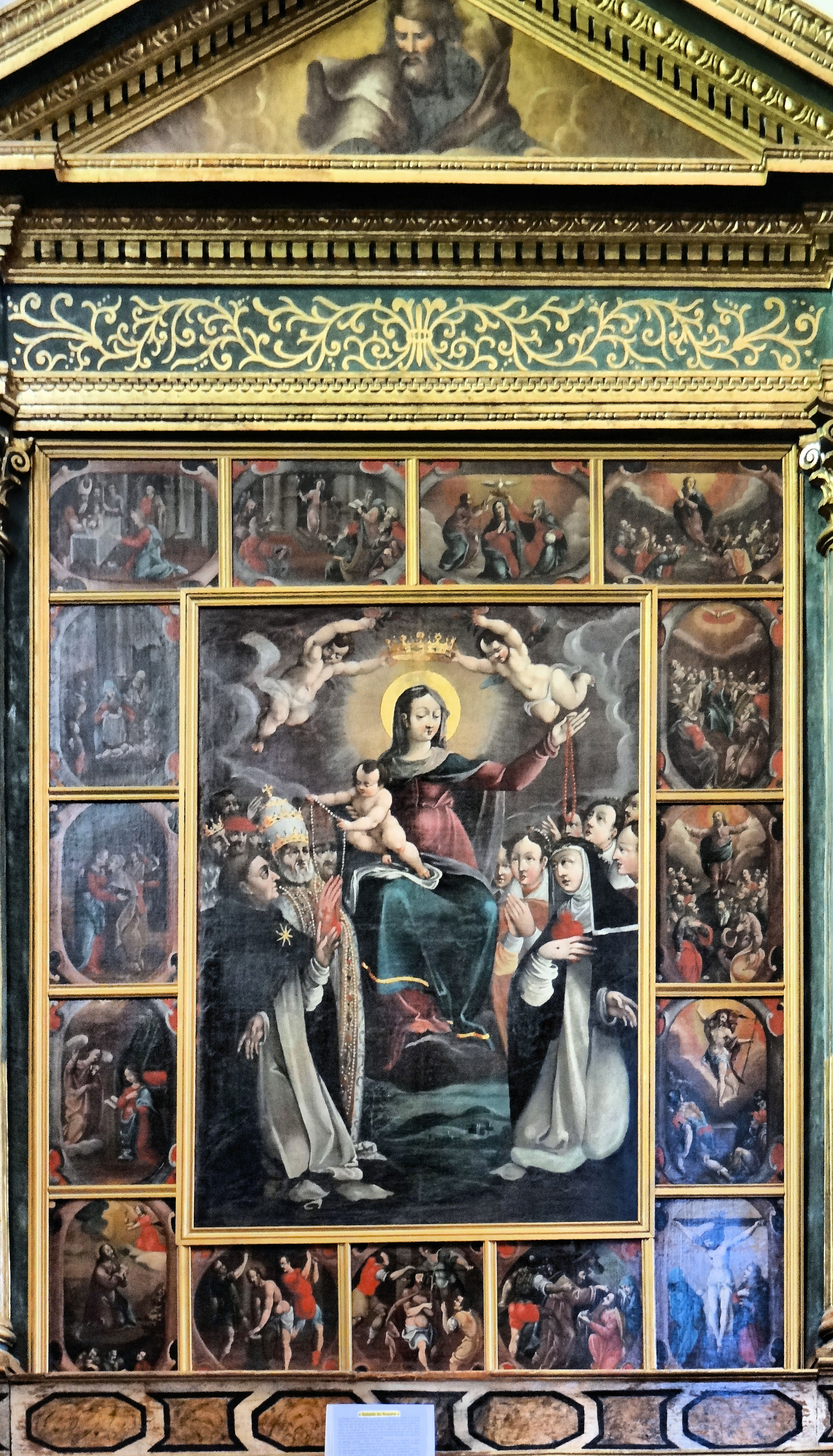
Retable du Rosaire.
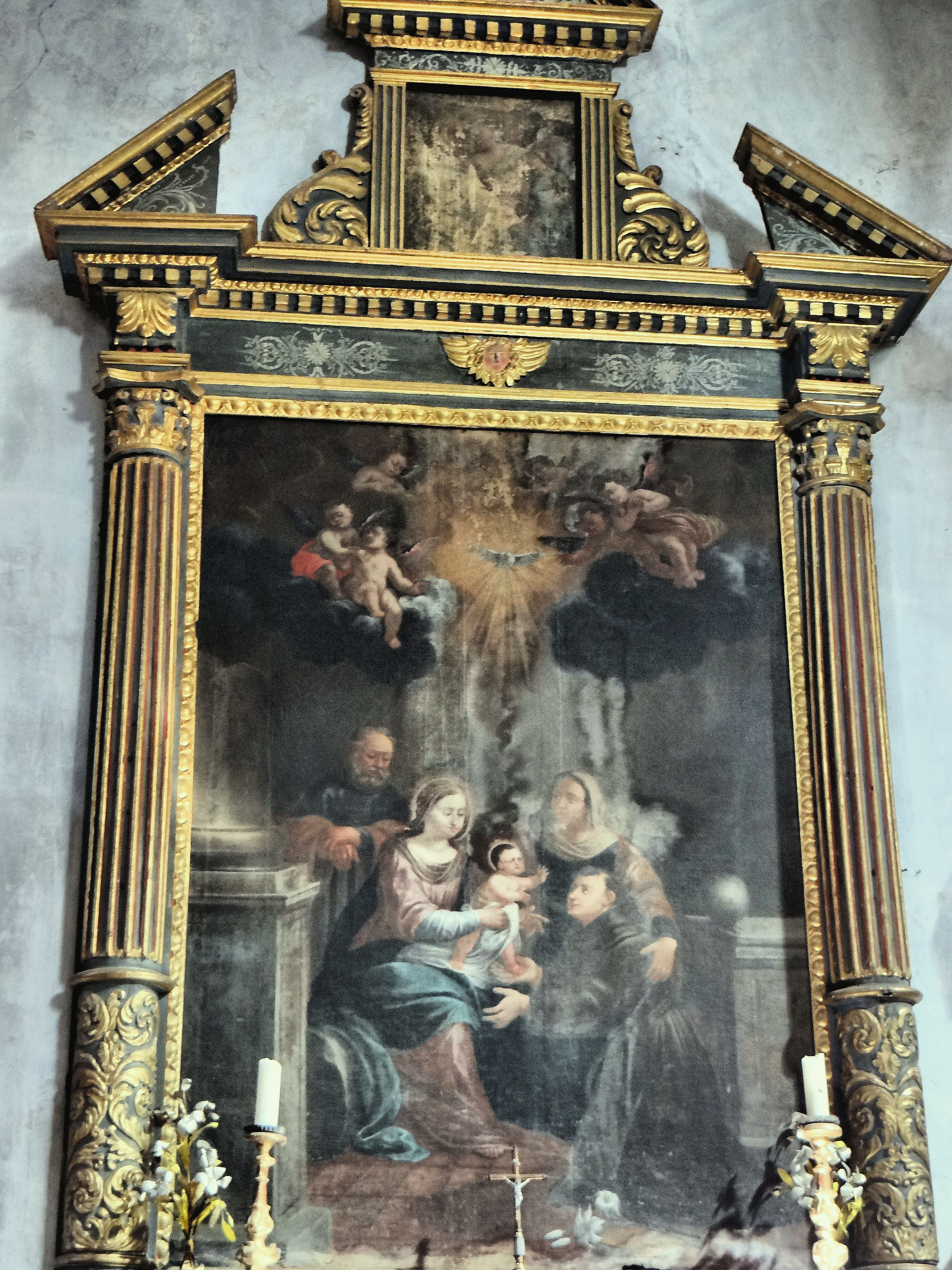
Retable de l'Adoration de l'Enfant Jésus par un franciscain de Barthélémy Puppo (1662).
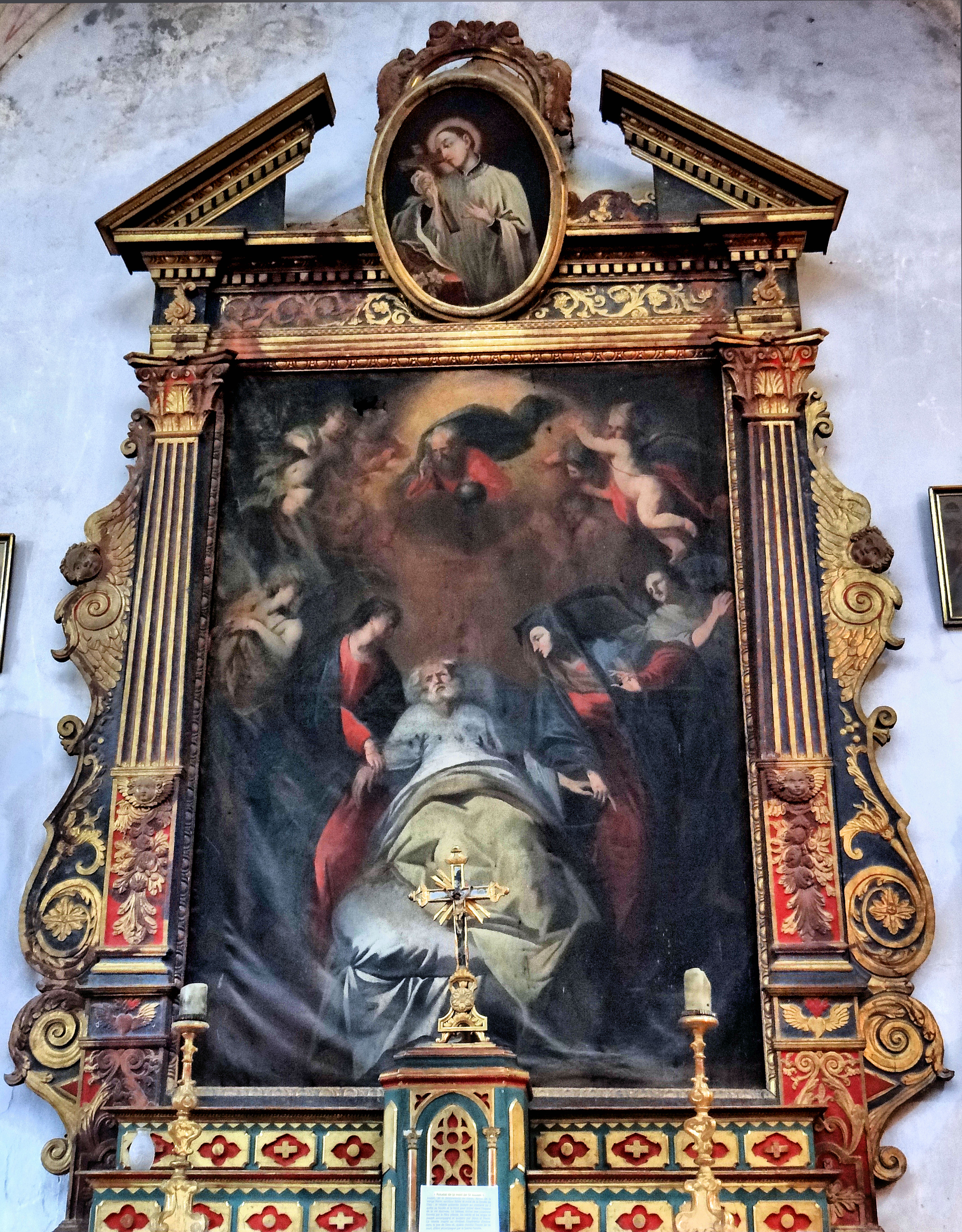
Retable de la mort de saint Joseph.
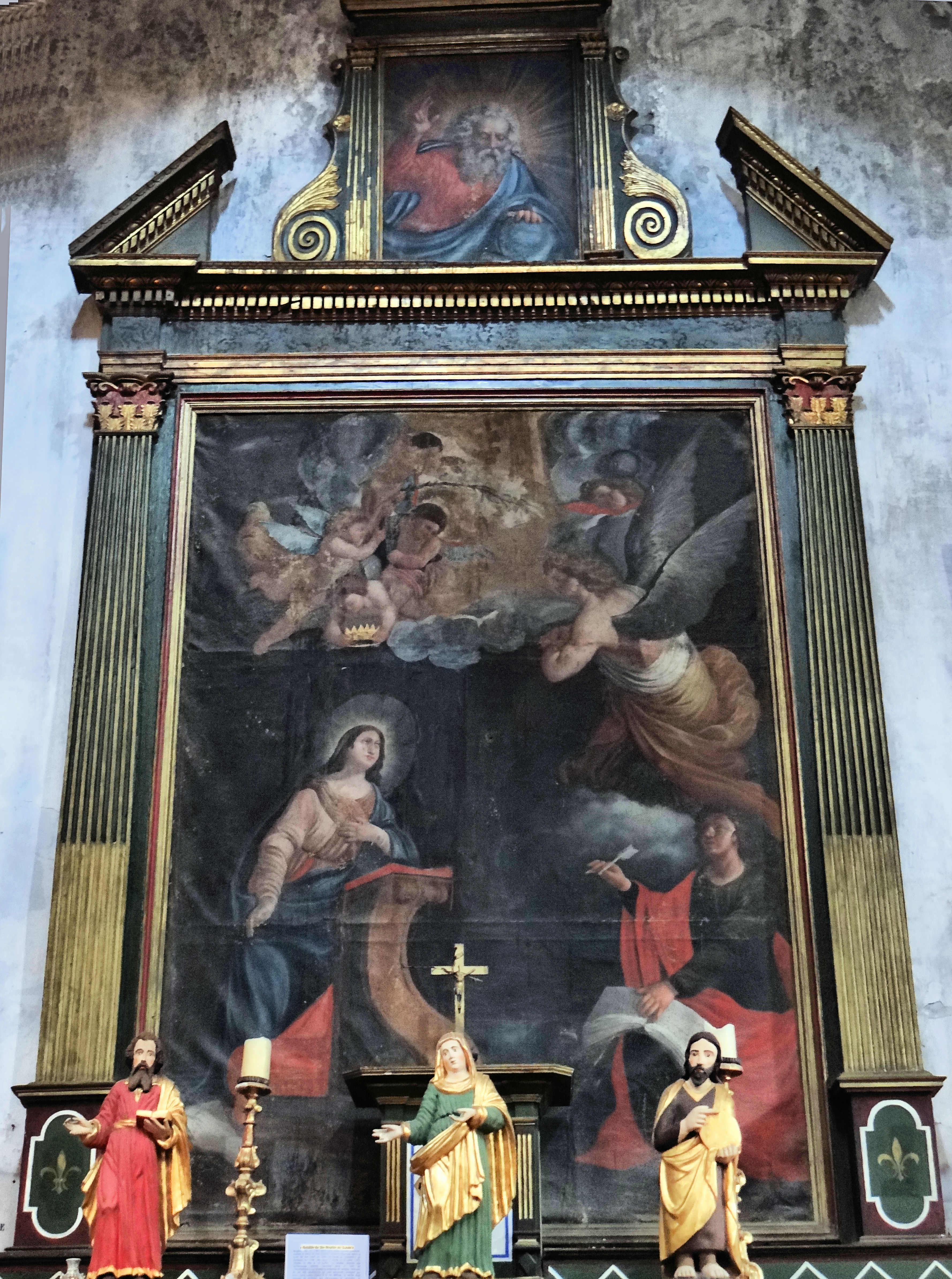
Retable de sainte Brigitte de Suède.
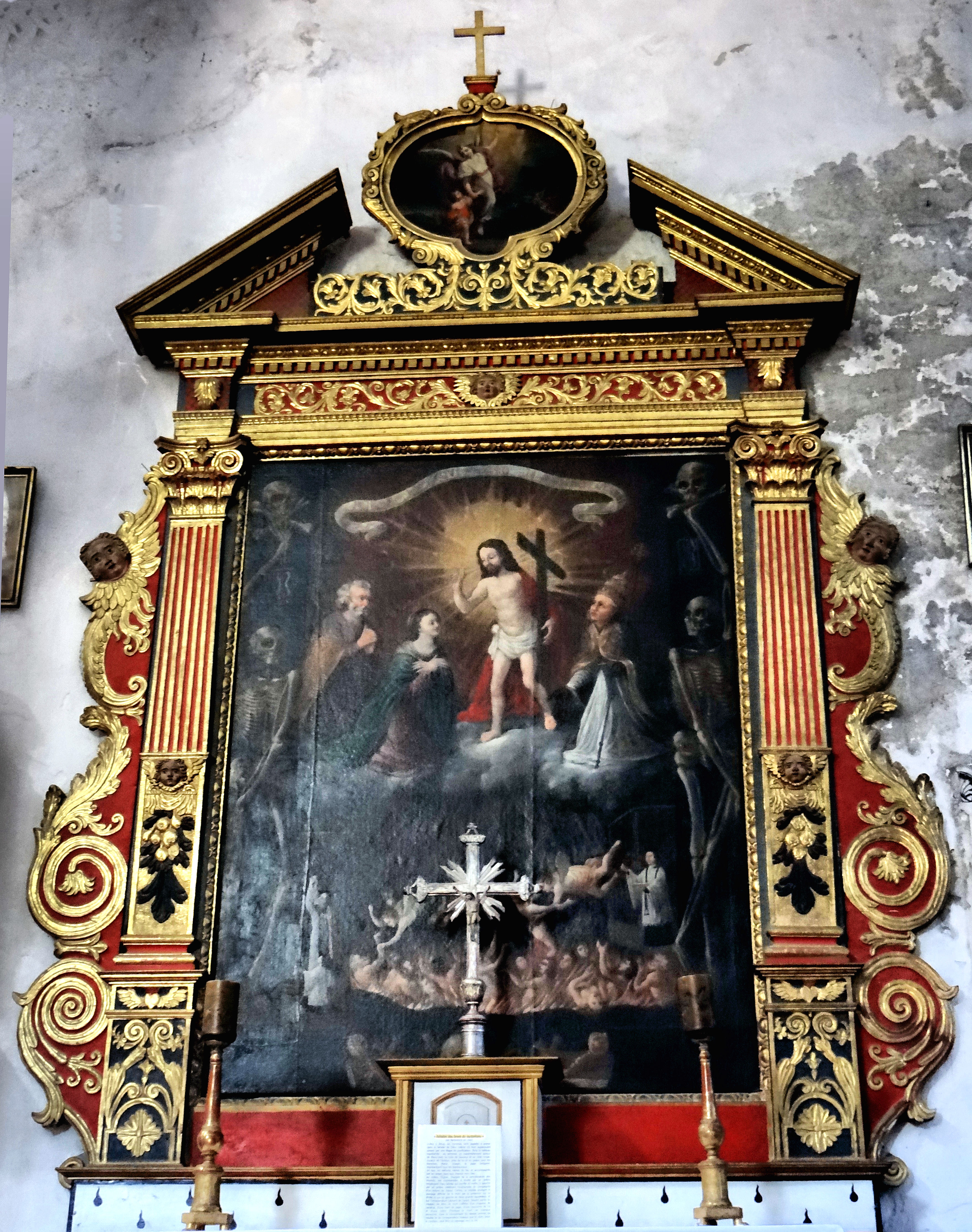
Retable des Âmes du Purgatoire de Bartolome (1662).

L'église possède aussi un dais de procession du XVIIIe siècle, classé comme objet au titre des monuments historiques en 1902, deux chandeliers, volés en 2002 et retrouvés en 2005 et des bénitiers.

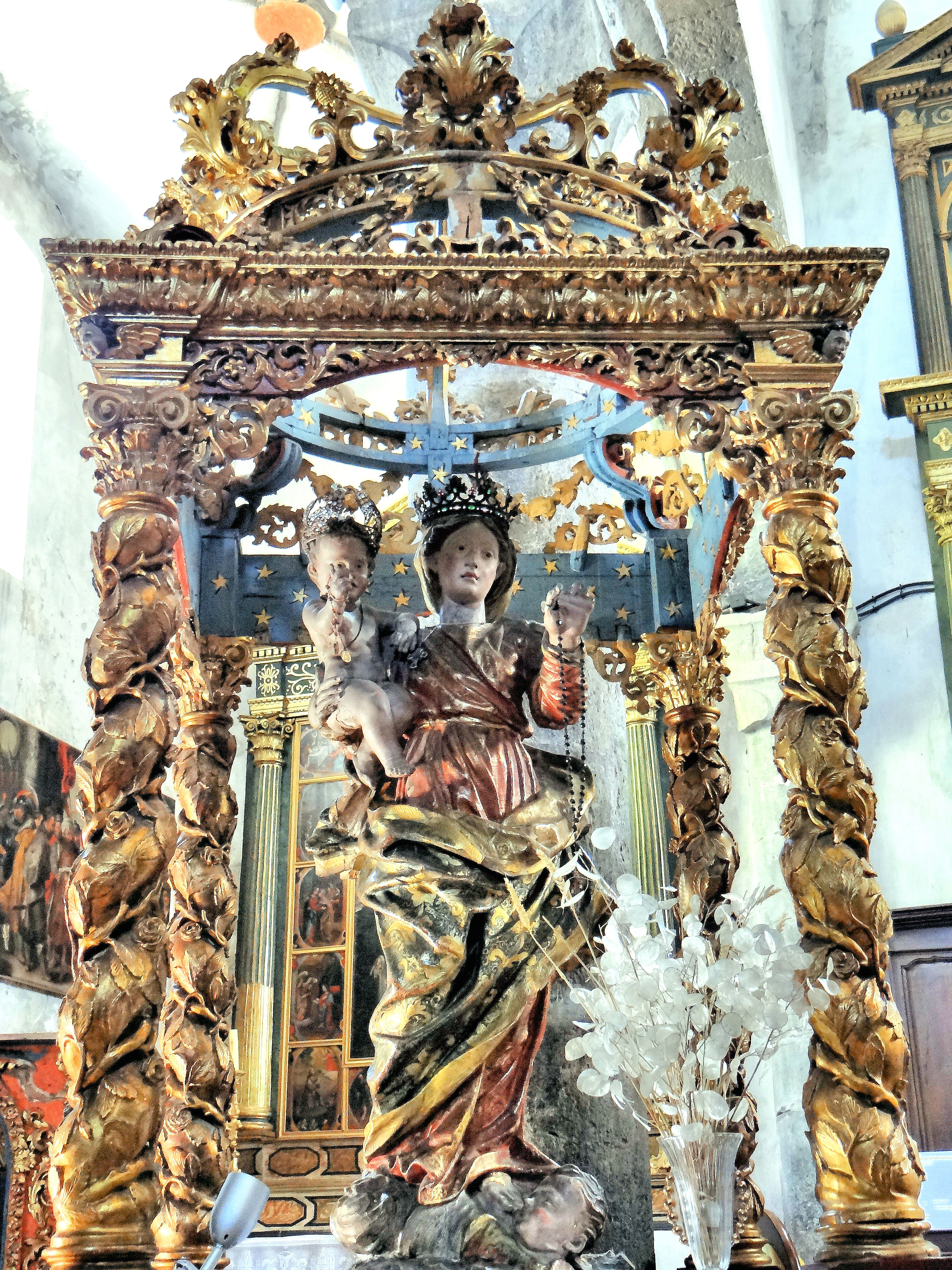
Dais de procession et statue de la Vierge à l'Enfant.
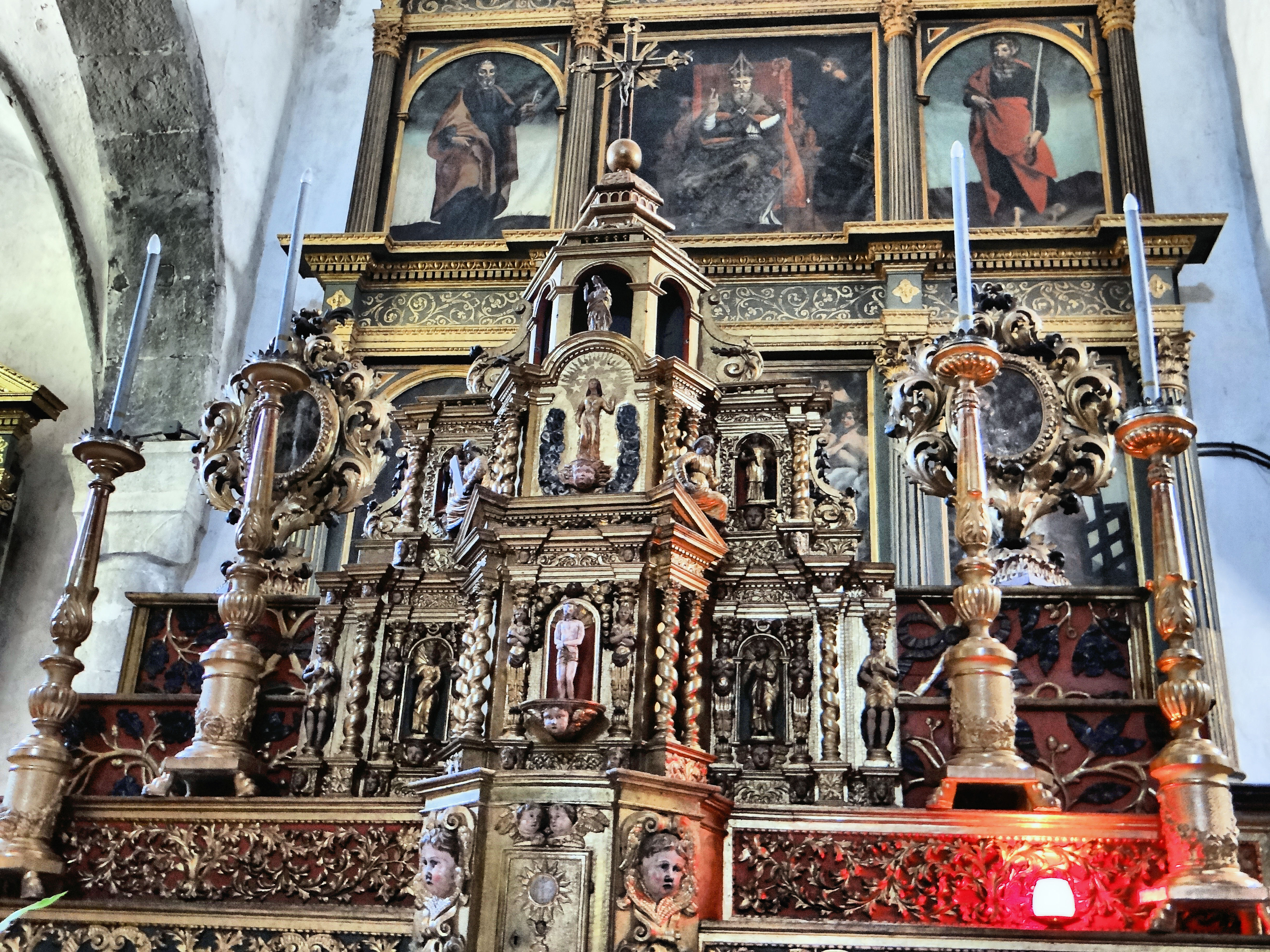
Tabernacle, chandeliers et retable de Saint-Martin.
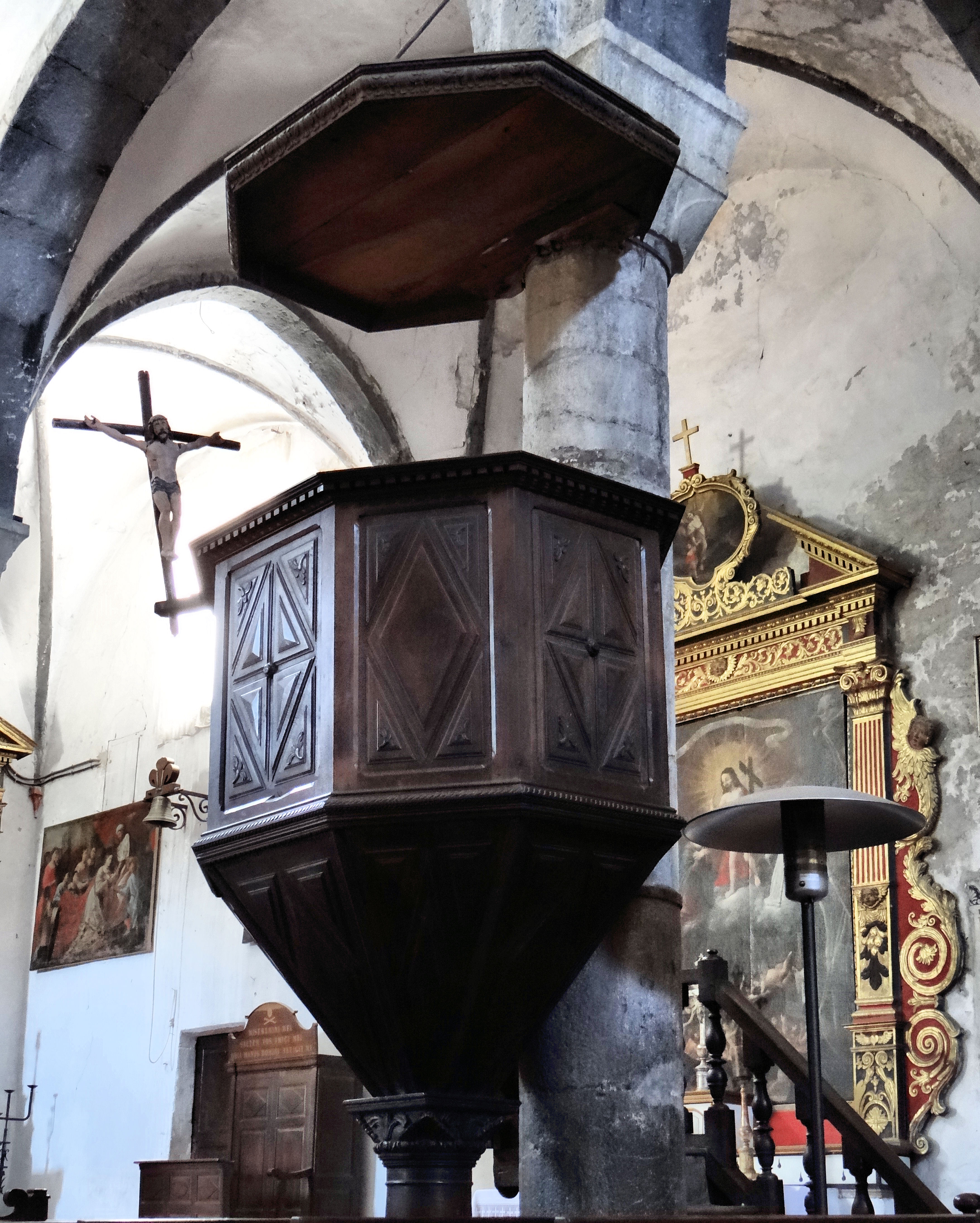
Chaire.